# Юзвенко Вікторія Арсеніївна
Вікторія Арсенівна Юзвенко (11 серпня 1924 — 6 серпня 2015) — українська науковиця-фольклористка, слов'янознавиця. Кандидат філологічних наук (1961).

## Життєпис
Здобула філологічну освіту в Чернівецькому університеті.
Навчалася в аспірантурі ІМФЕ АН УРСР (тепер — Інститут мистецтвознавства, фольклористики та етнології імені М. Т. Рильського НАН України).
Кандидатську дисертацію захистила 1961 року під керівництвом академіка Максима Рильського.
Викладала в Київському індустріальному технікумі. З 1961 року — молодший науковий співробітник відділу фольклору в ІМФЕ АН УРСР.
У 1960?-1964 роках — вчений секретар ІМФЕ АН УРСР. Працювала з М. Рильським, Л. Ревуцьким, В. Касіяном, М. Стельмахом та іншими діячами української культури та науки. З 1969 року — завідувачка відділом слов'янської фольклористики, працювала також у відділі мистецтва та народної творчості зарубіжних країн.
Померла на 92-му році життя 6 серпня 2015 року.

### Родина
- Чоловік — історик, архівіст Олександр Мітюков (1923—2011).
  - Син — економіст, дипломат Ігор Мітюков (нар. 1952).

## Наукові інтереси
Основним напрямом наукових пошуків дослідниці стала полоністика, зокрема українсько-польські фольклористичні зв'язки у XIX ст., яким присвячено кілька її наукових студій.
1961 — опублікувала монографію «Українська народна поетична творчість у польській фольклористиці XIX ст.»
За її участю та редакцією підготовано понад двадцять монографічних видань, серед яких:
- «Розвиток і взаємовідношення жанрів слов'янського фольклору» (К., 1973),
- «Слов'янська фольклористика. Нариси розвитку. Матеріали» (К., 1988)
- низка студій, присвячених проблемі вивчення народної творчості національних меншин України.

Була одним з членів редколегії: часописів «Слов'янське літературознавство і фольклористика», «Народна творчість та етнографія», щорічника «Слов'янський світ» та інших наукових видань, Брала участь в організації численних конференцій, нарад, симпозіумів.
Упродовж багатьох років В. Юзвенко представляла українську науку на міжнародних форумах. Була:
- учасницею-доповідачкою Міжнародних з'їздів славістів (IV — Москва, 1958; V — Софія, 1963; VI — Прага, 1968; VII — Варшава, 1973; Х — Софія, 1988; VIII — Загреб-Любляна, 1978; ІХ — Київ, 1983; ХІ — Братислава, 1993; ХІІ — Краків, 1998),
- вченим-секретарем Міжнародного комітету славістів (1979—1988 рр.);
- вченим-секретарем Українського комітету славістів (1962—1990 рр.);
- почесним членом міжнародної комісії з дослідження слов'янського фольклору при Міжнародному Комітеті славістів.

Під її керівництвом було проведено численні наукові експедиції до різних регіонів України, де зроблено унікальні фольклорні записи, значна частина яких увійшла до багатотомного видання серії «Українська народна творчість».